# 海豚座
海豚座(拉丁语名称Delphinus)，是北天星空中一个比较小的星座，面积188.54平方度，占全天面积的0.457%，在全天88个星座中，面积排行第69位。海豚座中亮于5.5等的恒星有11颗，最亮星为瓠瓜四（海豚座β），视星等为3.63。每年7月31日子夜海豚座中心经过上中天。

## 特征
海豚座位置很靠近天赤道，在其周围顺时针，自北方向开始分别是狐狸座、天箭座、天鹰座、宝瓶座、小马座和飞马座。
海豚座没有亮星，但其四颗主星排列成一个菱形结构，所以在没有灯光污染的地方很容易辨认出来。

## 神話
和海豚座相关的希臘神話有两则：
第一則故事是，海神波塞冬欲娶海仙女安菲特裡忒為妻，然而，為保貞潔，安菲特裡忒逃至阿特拉斯山脈。於是，波塞冬便派人尋找她的下落，其中一隻海豚偶然發現安菲特裡忒，並打動她接受波塞冬的求婚。為答謝海豚的功勞，海豚就成了天上的海豚座。
第二則是有關公元前7世紀的希臘詩人萊斯博斯島的阿里翁的故事。阿里翁是科林斯的統治者佩里安德宮廷裏的樂師，他曾前往西西里島及意大利，並因贏得音樂比賽而獲得不少財富。但在他從塔蘭托回家的旅程中卻遭到船上水手的謀害。在被殺前的一刻，阿里翁懇求唱出輓歌，然後被迫跳海，但是一隻受他美妙歌聲感動的海豚卻把他救起，更把他帶回希臘的岸邊才離去。

## 恒星
- 瓠瓜四（海豚座β），密近双星，主星视星等4.00，伴星视星等4.90，复合星等3.63，为海豚座最亮星。
- 瓠瓜二（海豚座γ），双星，主星视星等4.27，伴星视星等5.14，复合星等4.1。
- 海豚座R，米拉变星，亮度最大时为7.6，最小时为13.8，变光周期285.07日。
- 海豚座S，米拉变星，亮度最大时为8.3，最小时为12.4，变光周期277.75日。

### 趣闻
- 左旗九（天鹰座ρ），由于恒星自行运动，左旗九在1992年从天鹰座天区进入海豚座天区，视星等4.94。
- 瓠瓜一（海豚座α）的英文名称是Sualocin，而瓠瓜四的英文名称Rotanev，这两个名字是在1814年出版巴勒莫星表(Palermo Catalogue)开始使用。最终英国天文学家托马斯·韦伯(Thomas William Webb)猜出了这两个名字的含义：将Sualocin和Rotanev逆写可以得到Nicolaus Venator，这是巴勒莫星表制作者意大利天文学家皮亚齐的助手Niccolò Cacciatore的拉丁语名字。后来天文学界将这两个名字一直保持下来。

### 重要主星表
| 拜耳命名法 | 中國星官 | 英文名字     | 英文含意   | 視星等 |
| 海豚座α    | 瓠瓜一   | Sualocin     | -          | 3.77   |
| 海豚座β    | 瓠瓜四   | Rotanev      | -          | 3.63   |
| 海豚座γ    | 瓠瓜二   | -            | -          | 4.10   |
| 海豚座δ    | 瓠瓜三   | -            | -          | 4.43   |
| 海豚座ε    | 败瓜一   | Deneb Dulfim | 海豚的尾巴 | 4.03   |
| 海豚座ζ    | 瓠瓜五   | -            | -          | 4.68   |
| 海豚座η    | 败瓜二   | -            | -          | 5.38   |
| 海豚座θ    | 败瓜三   | -            | -          | 5.72   |
| 海豚座ι    | 败瓜四   | -            | -          | 5.43   |
| 海豚座κ    | 败瓜五   | -            | -          | 5.05   |

## 深空天体
- NGC 6891: 行星状星云，视星等10.5。
- NGC 6934: 球状星团，视星等9.75，距离48000光年
- NGC 7006: 球状星团，视星等10.6，距离113000光年。

## 中国星官
中国古代传统中海豚座天区包括女宿的瓠瓜、败瓜两个星官。
- 瓠瓜 Good Gourd(女5)：海豚座α、γ、δ、β、ζ
- 败瓜 Rotten Gourd(女5)：海豚座ε、η、θ、ι、κ